# Aeroportul Internațional Niue
Aeroportul Internațional Niue (IATA: IUE, ICAO: NIUE) este un aeroport din Niue ce deservește zona Niue.
Situat la o altitudine de 64 m, aeroportul dispune de o singură pistă.